# ماده‌بلوط بوته‌ای
ماده‌بلوط بوته‌ای (نام علمی: Allocasuarina campestris) نام یک گونه از سرده ماده‌بلوط‌ها است.